# Гутер, Рафаил Самойлович
Рафаил Самойлович Гутер (1920 — 1978) — советский математик, кандидат физико-математических наук (1948), доцент.

## Биография
В 1941 окончил механико-математический факультет МГУ, во время обучения преподавал в математическом кружке МГУ для школьников. После окончания аспирантуры в НИИ математики МГУ и защиты кандидатской диссертации в 1948 преподавал в Военно-инженерной академии имени В. В. Куйбышева. В 1961 перешёл на работу в Институт теоретической и экспериментальной физики, где занимался разработкой вычислительных методов. Одновременно читал лекции на курсах повышения квалификации преподавателей втузов, на общественных началах преподавал в школах с углублённым изучением дисциплин математического цикла, был ответственным редактором сборников «Проблемы преподавания математики в вузах», написал ряд популярных статей и книг, посвящённых вычислительным машинам и их истории.

## Публикации
- Гутер Р. С., Полунов Ю. Л. От абака до компьютера. — 2-е изд., испр. и доп. — М.: Знание, 1981. — 240 с. — (Библиотека «Знание»). — 100 000 экз.
- Гутер Р. С., Полунов Ю. Л. Джон Непер, 1550—1617. — М.: Наука, 1980. — 226 с. — (Научно-биографическая литература).
- Гутер Р. С., Минаева С. С., Резниковский П. Т. Задачник-практикум по программированию и вычислительной математике. М.: Наука, 1973.
- Гутер Р. С. Системы счисления и арифметические основы работы электронных вычислительных машин. 2-е изд., испр. и доп. М.: Просвещение, 1974. — С. 70—109.
- Гутер Р. С. О преподавании математики в школах программистов-вычислителей. М.: Просвещение, 1965. — С. 20—40.
- Гутер Р. С., Янпольский А. Р. Дифференциальные уравнения. М.: Физматгиз, 1962.
- Гутер Р. С. Школьный математический кружок в Московском университете. 1940‍.